# Rudolf Kaske

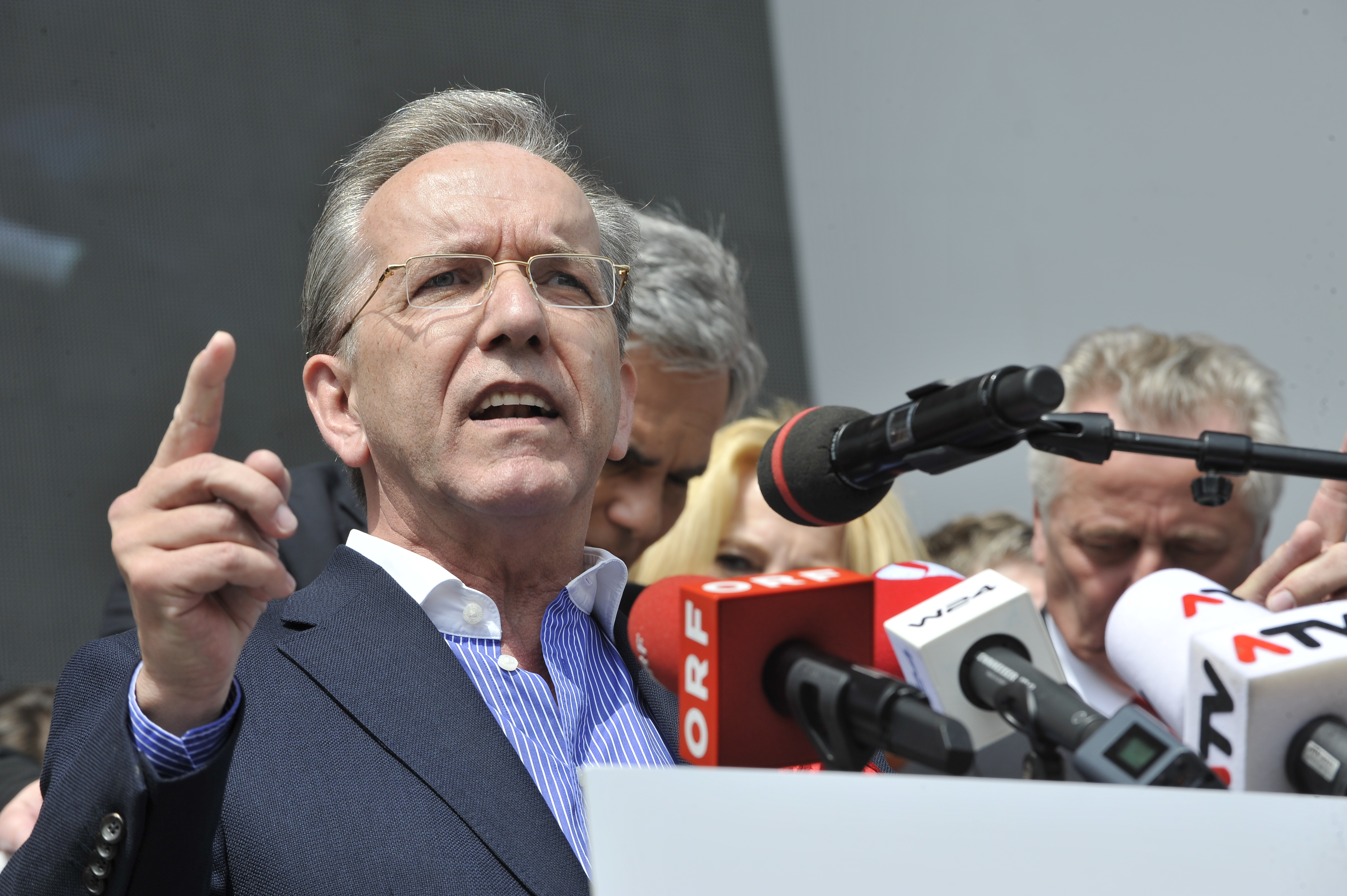
Rudolf Kaske am SPÖ-Aufmarsch zum 1. Mai 2013

Rudolf „Rudi“ Kaske (* 22. Mai 1955 in Wien) ist ein österreichischer Politiker (SPÖ) und ehemaliger Gewerkschafter (FSG). Von 2013 bis 2018 war er Präsident der österreichischen Arbeiterkammer (AK). Vom 1. Jänner 2019 bis zum 23. November 2020 war er vom Wiener Landtag entsandtes Mitglied des österreichischen Bundesrats (als Nachfolger von Reinhard Todt). Vom 24. November 2020 bis zum 10. Juni 2025 war er Abgeordneter zum Wiener Landtag bzw. Mitglied des Wiener Gemeinderates.

## Jugend und Ausbildung
Rudolf Kaske absolvierte von 1970 bis 1973 die Lehre zum Koch im Hotel Intercontinental. Daneben war er als Jugendfunktionär des Österreichischen Gewerkschaftsbundes (ÖGB) tätig. Kaske war einer der Initiatoren der Initiative M wie „Mitbestimmung“. Ziel der Initiative war die Schaffung des Jugendvertrauensrätegesetzes, um den Jugendlichen eine eigenständige Vertretung im Betrieb zu sichern. Nach Beschluss dieses Gesetzes 1972 im Parlament war Kaske einer der ersten Jugendvertrauensräte in Österreich. Von 1977 bis 1978 absolvierte er die Sozialakademie der Wiener Arbeiterkammer.

## Karriere in der Gewerkschaft
1987 wurde Kaske zum Zentralsekretär der Gewerkschaft Hotel, Gastgewerbe, Persönlicher Dienst (HGPD) gewählt und wurde im selben Jahr Mitglied des ÖGB-Bundesvorstandes. Kaske verhandelte die Kollektivvertragserhöhungen für Mitarbeiter des Hotel- und Gastgewerbes in den Sozialpartnerrunden. Er setzte die Einführung der Fünftagewoche im Tourismus in Österreich im Mai 1992 durch.
Ab April 1995 war Kaske Vorsitzender der Gewerkschaft HGPD. Als die Bundesregierung Schüssel 2000 Sozialeinschnitte plante, wurde seitens der Gewerkschaft mit Generalstreik gedroht und Kaske untermauerte das mit der Aussage: „Unsere Gewerkschaft ist gerüstet. Wenn einmal dieses Arbeitslosenheer marschiert, dann brennt die Republik“.
Von Dezember 2006 bis Dezember 2012 war Kaske Vorsitzender der Verkehrs- und Dienstleistungsgewerkschaft vida. Unter seinem Vorsitz setzte vida 1.300 Euro Mindestlohn in verschiedenen Branchen durch, zum Beispiel im Reinigungsgewerbe und im Hotel- und Gastgewerbe. Von März 2013 bis April 2018 war Rudolf Kaske Präsident der Wiener Arbeiterkammer und der Bundesarbeitskammer. Seine Nachfolgerin in beiden Ämtern wurde Renate Anderl.
Im November 2017 gab er bekannt, dass er aus privaten Gründen ab April 2018 sich ins Privatleben zurückziehen und die AK-Präsidentschaft zurücklegen werde.

## Politik
Mit 1. Jänner 2019 folgte er Reinhard Todt als Mitglied des Österreichischen Bundesrates aus Wien nach. Nach der Landtags- und Gemeinderatswahl in Wien 2020 wechselte er zu Beginn der 21. Wahlperiode vom Bundesrat in den Landtag.
Bei der Bezirkskonferenz der SPÖ Simmering im September 2021 wurde Kaske als Nachfolger von Harald Troch zum Bezirksparteivorsitzenden gewählt.

## Verein Niemals Vergessen
Er ist weiters Vorsitzender des Gedenkdienst-Vereins Niemals Vergessen, Verein zur Förderung von Holocaust-Gedenkstätten, anerkannter Trägerverein für den Auslandsdienst nach § 12b Zivildienst-Gesetz.

## Aufsichtsrat
Kaske war von 1989 bis 2006 Mitglied im Aufsichtsrat der BAWAG, die im März 2006 durch die sogenannte Karibik-Affäre in die Öffentlichkeit geriet. Obwohl Kaske Vizepräsident des Aufsichtsrates war, hat er nach eigenen Angaben keine Kenntnis von den umstrittenen Geschäften gehabt.

## Auszeichnungen
- 2017: Verleihung des Berufstitels Professor[10]
- 2018: Komturkreuz des Landes Burgenland[11][12]
- 2019: Großes Goldenes Ehrenzeichen für Verdienste um das Land Wien[13]